# Pyrgus cinarae
La ajedrezada de los Balcanes, ajedrezada de Cuenca o ajedrezada haltera (Pyrgus cinarae) es una especie de lepidóptero de la familia Hesperiidae. 

## Descripción y ciclo vital
De color oliváceo en la cara inferior y marrón oscura en el dorso, con manchas blancas, mide de 26 a 34 mm y la mancha de la celda tiene forma de mancuerna, pero para su determinación precisa es necesario estudiar los genitales.
Es una especie con una generación anual, en la que los adultos vuelan de junio a agosto. Las larvas hibernan dentro del huevo y eclosionan en primavera, hasta que en junio pasan a la fase de pupa, de unas tres semanas.

## Distribución y amenazas
El área de ocupación de la especie presenta un núcleo principal en el sureste de Europa (Balcanes, Grecia, Ucrania, sur de Rusia hasta los Urales y también Turquía) y una subpoblación relicta en el centro de la península ibérica, principalmente en la provincia de Cuenca y también en Guadalajara, con una cita del año 2010 en Ávila, y otra del año 2015 en Segovia. Su hábitat en España (subespecie clorinda) son zonas de matorral y monte bajo, bien en zona de quejigo o de melojo, según sea el sustrato básico (serranía de Cuenca) o ácido (Ávila), así como en claros de pinares. Vive entre 400 y 1900 m de altitud (de 900 a 1600 en España). Precisa de la presencia de plantas del género Potentilla como planta nutricia: en el sureste de Europa y en Ávila Potentilla erecta, Potentilla recta y Potentilla hirta, en Cuenca posiblemente Potentilla reptans. Asimismo, se han observado puestas en Filipendula vulgaris.
A nivel global Pyrgus cinarae no está clasificada como especie amenazada, pero la población española recibe la catalogación de especie vulnerable (VU) según los criterios de la Unión Internacional para la Conservación de la Naturaleza, de acuerdo al criterio B1ac(iii). Se proponen como factores de amenaza la pérdida de hábitat por plantaciones de pino y la presión ganadera. Debido a su rareza en España y al aislamiento de estas poblaciones de las del resto de Europa, en 2018 fue elegida como Mariposa del año por la Asociación Zerynthia para concienciar sobre su protección.